# Johan Reinhold Wrangel
Johan Reinhold Wrangel af Sauss, född den 10 november 1717, död den 31 januari 1794 i Valinge, var en svensk friherre och militär.

## Biografi
Johan Reinhold Wrangel föddes som son till sjömilitären Anton Johan Wrangel den äldre och dennes hustru Katarina Sofia Kruuse. Han blev antagen till krigstjänst 1732 och steg sedan snabbt i graderna inom Livgardet. Han utnämndes till överstelöjtnant i armén 1760 och därefter vid Livgardet 1765. Han erhöll avsked med överstes grad 1768. 
Han gifte sig 1761 med Charlotta Wachtmeister af Björkö och fick med henne sex barn, av vilka fem nådde vuxen ålder. Han dog 1794 på Valinge och ligger begravd i familjens grav i Stigtomta kyrka.

## Utmärkelser
- Riddare av Svärdsorden 1751

## Bilder

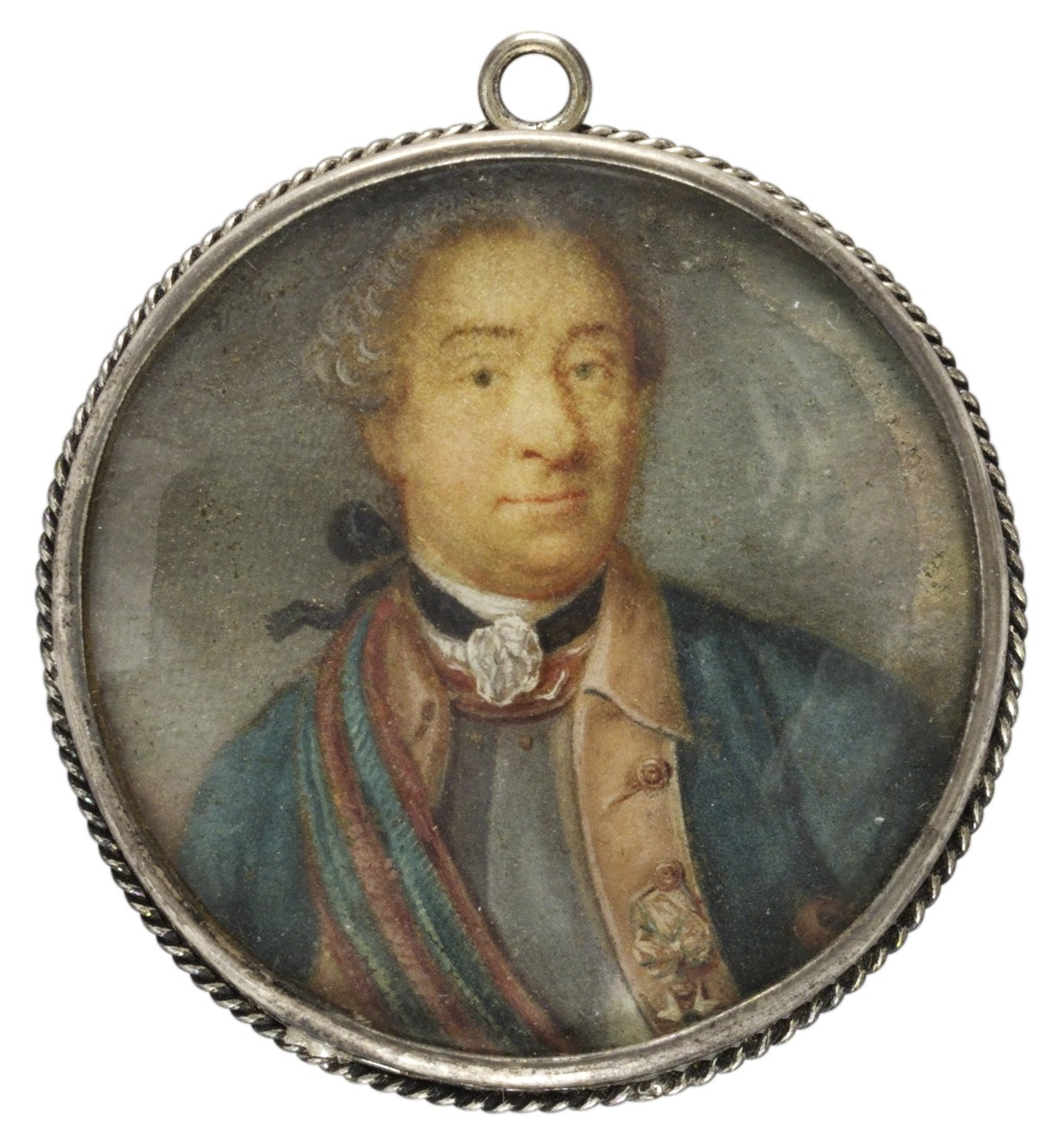
Wrangels porträtt som miniatyr, utfört efter hans porträtt av Johan Henrik Scheffel.